# Пульсар Вітрил
Пульсар Вітрил (англ. Vela Pulsar, PSR J0835-4510 або PSR B0833-45) — це радіо-, оптичний, рентгенівський і гамма-пульсар, пов'язаний із залишком наднової Вітрил.

## Характеристики
Пульсар обертається 11,195 разів на секунду (тобто має період 89,33 мілісекунд — найкоротший відомий на момент його відкриття), а залишок від вибуху наднової за оцінками розширюється зі швидкістю 1 200 км/с.
Пульсар має третій за яскравістю видимий компонент серед всіх відомих пульсарів (V = 23,6 видимої зоряної величини), який пульсує двічі для кожного радіоімпульсу.
Крім того, пульсар Вітрил є найяскравішим постійним об'єктом на небі у високоенергетичних гамма-променях.

## Дослідницькі кампанії
Зв'язок пульсара Вітрил із залишком наднової Вітрил, встановили астрономи Університету Сіднея 1968 року. Це був прямий спостережуваний доказ того, що наднові утворюють нейтронні зорі.
Дослідження, проведені Келлоггом із колегами на даних супутника UHURU в 1970-71 роках показали, що пульсар Вітрил і об'єкт Вітрила Х є окремими, але просторово пов'язаними об'єктами. Термін Вітрила Х використовувався, щоб описати весь залишок наднової, але Вейлер і Панагія 1980 року встановили, що Вітрила Х насправді є плеріоном, що розташований у більш тьмяному залишку наднової[відсутнє в джерелі] та рухається енергією (вітром) пульсара.
12 травня 2015 року НАСА запустило дослідницьку повітряну кулю з Аліс-Спрингс у Північній території Австралії, яка несла кілька інструментів, розроблених у межах спільного проекту Нагойского університету й університету Кобе в Японії для вимірювання випромінювання гамма-променів від пульсара Вітрил. Політ мав завершитися біля Лонгріч, Квінсленд, після заходу сонця.

## Позначення
Пульсар іноді називають Вітрила Х, але це явище окреме і від пульсара, і від туманності Вітрила Х. Радіо-огляд області Вітрила-Puppis А телескопом Міллс Кросс у 1956-57 роках виділив три сильні джерела радіовипромінювання: Вітрила X, Вітрила Y та Вітрила Z. Ці джерела є спостережувано близькими до залишку наднової Puppis A, який також є сильним джерелом рентгенівського і радіо- випромінення.
Пульсар і пов'язану з ним туманність не слід плутати з Вітрила Х-1 — розташованою неподалік, але не пов'язаною масивною рентгенівською подвійною зорею.

## У музиці
Випромінення пульсара Вітрил і пульсара PSR B0329+54 були перетворені в чутний звук французьким композитором Жерара Гризе і використані у творі Ле-нуар-де-л'етуаль (фр. Le noir de l'étoile, букв. «Чорнота зорі», 1989-90).

## Галерея

Цикл імпульсного гамма-випромінювання від пульсара Вітрил
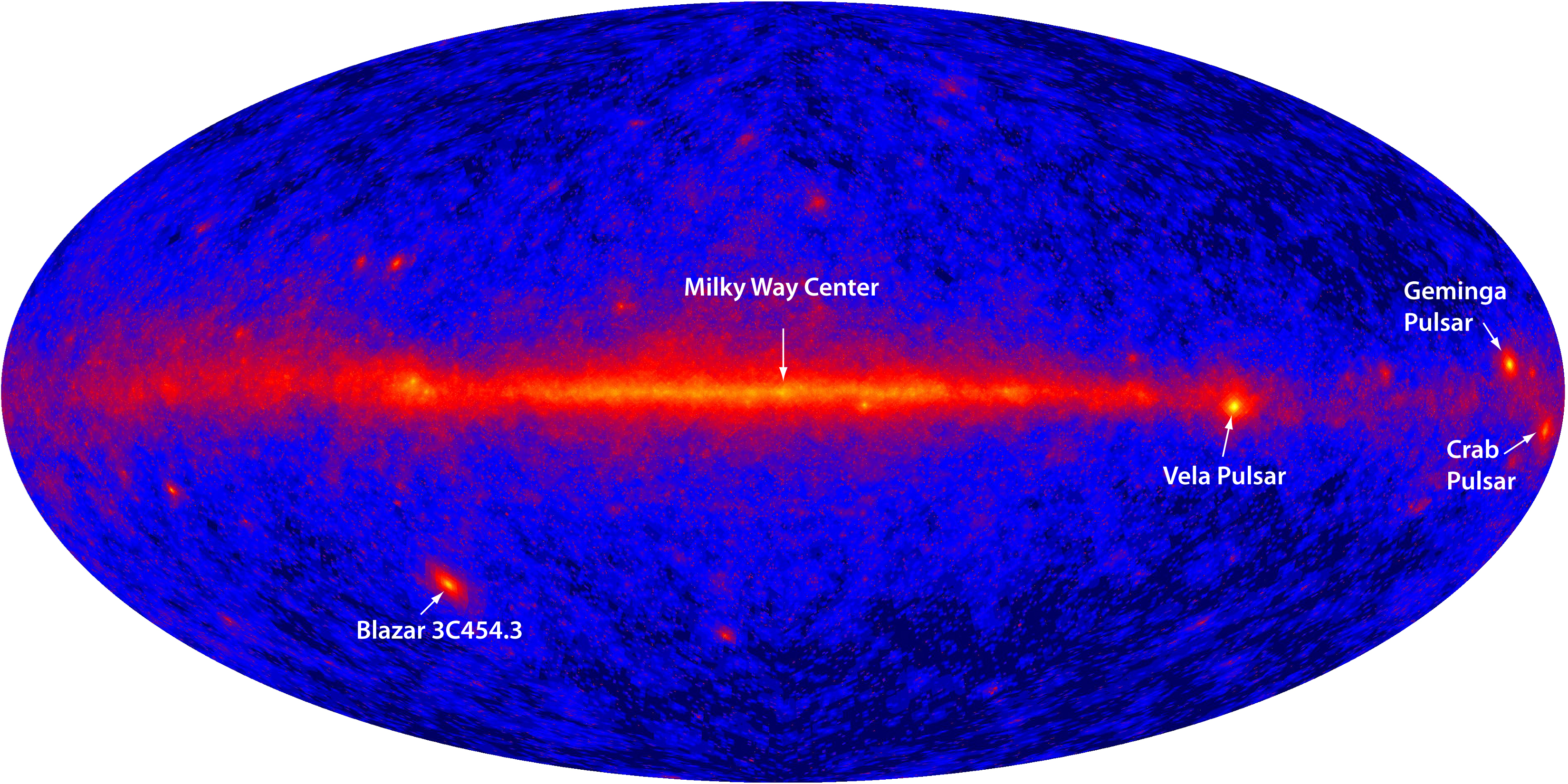
Положення пульсара Вітрил в Чумацькому шляху
- Відео реактивних частинок пульсара Вітрил